# Margrit Olfertová
Margrit Olfertová rozená Herbstová (* 10. února 1947, Magdeburk, Sasko-Anhaltsko) je bývalá východoněmecká atletka, která se specializovala na víceboj a skok daleký.
V roce 1971 vybojovala na mistrovství Evropy v Helsinkách v pětiboji za výkon 5 179 bodů bronzovou medaili. Stříbro získala Burglinde Pollaková (5 275) a zlato za 5 299 bodů Heide Rosendahlová ze Západního Německa. O rok později reprezentovala na letních olympijských hrách v Mnichově, kde ve finále skoku do dálky obsadila osmé místo. Na mistrovství Evropy v Římě 1974 skončila v pětiboji na sedmém místě.